# Carnet TIR
Carnet TIR (книжка МДП) — це митний вантажосупровідний документ, який дає право перевозити вантажі через кордон держав в опломбованих митницею кузовах автомобілів чи контейнерах за спрощених митних процедур. Документ покриває автомобільні й залізничні перевезення вантажів (які здійснюються в автофургонах, трейлерах, напівтрейлерах і контейнерах) між державами, які визнають Митну конвенцію про міжнародні перевезення із застосуванням книжки МДП 1959 р. і 1975 р. Всі автомобільні транспортний засіб повинні мати відповідні дозволи компетентних органів на їхнє використання, які видаються вповноваженими органами країни. Оформляються у вигляді книжки з відривними аркушами, які відриваються при проходженні вантажем чергової митниці.
Конвенція МДП (Митна конвенція про міжнародні перевезення із застосуванням книжки МДП) стосується перевезення товарів, які здійснюються без їхнього проміжного перевантаження, в шляхових транспортних засобах, составах транспортних засобів чи контейнерах з перетином одного чи декількох кордонів від митниці оформлення однієї Сторони Договору до митниці призначення другої Сторони Договору за умови, що визначена частина операції МДП між її початком і кінцем здійснюється автомобільним транспортом.
Товари, які перевозятся з дотриманням процедур МДП, звільнюються від сплати чи депозита ввізних чи вивізних мит, податків та зборів в транзитних митницях. Збори за митне оформлення книжок МДП в цих митницях не стягуються.
Товари, які перевозятся з дотриманням процедур МДП, в запломбованих транспортних засобах, запломбованих составах транспортних засобів чи запломбованих контейнерах, як правило, звільнюються від митного огляду в транзитних митницях.
Митний огляд у цих митницях може здійснюватись у виключних в випадках, якщо є достатньо підстав уважати, що в запломбованих відділеннях транспортних засобів чи контейнерах знаходяться предмети, не вказані у вантажному маніфесті книжки МДП.
Положения Конвенції МДП не служать перепоною для застосування обмежень, які витікають з застережень суспільної моралі, безпеки, охорони здоров'я чи гігієни, а також ветеринарного чи фітосанітарного контролю.
Видачею книжок МДП в Україні займається Асоціація Міжнародних Автомобільних перевізників України, заснована 1991 року, що відповідає за представлення інтересів українських автомобільних перевізників у Міжнародному Союзі Автомобільного Транспорту (МСАТ) та в системі МДП.